# 아돌프 휘터
아돌프 휘터(독일어: Adolf Hütter, 1970년 2월 11일 ~ )은 오스트리아의 전직 프로 축구 선수이자 현직 축구 감독이다. 현재 모나코의 사령탑을 맡고 있다.